# Tanaka Yoshio
Tanaka Yoshio (田中芳男), né le 27 septembre 1838, et mort le 22 juin 1916, est un fonctionnaire et botaniste japonais.